# Бельтюкова Світлана Вадимівна
Світлана Вадимівна Бельтюкова (нар. 17 серпня 1940, місто Одеса Одеської області) — українська вчена-хімік, державна діячка, педагог. Фахівець у галузі аналітичної і координаційної хімії. Завідувач кафедри аналітичної хімії Одеської державної академії харчових технологій (1997—2015). Депутат Верховної Ради УРСР 11-го скликання. Доктор хімічних наук (1984), професор кафедри харчової хімії та експертизи Одеської державної академії харчових технологій (1992). Член наукової ради з аналітичної хімії Національної академії наук України.

## Біографія
Освіта вища. У 1962 році закінчила Одеський державний університет імені Мечникова.
У 1962—1977 роках — лаборант, інженер-дослідник Одеських лабораторій Інституту загальної та неорганічної хімії Академії наук УРСР. У 1972 році захистила кандидатську дисертацію.
У 1977—1981 роках — молодший науковий співробітник, з 1981 року — старший науковий співробітник, завідувачка лабораторії, головний науковий спеціаліст Фізико-хімічного Інституту імені Богатського Академії наук УРСР у місті Одесі. Одночасно від 1997 — завідувач кафедри аналітичної хімії Одеської державної академії харчових технологій. У 1984 році захистила докторську дисертацію та отимала диплом доктора хімічних наук, у 1992 році отримала вчене звання професор. З 1997 по 2015 рік завідувала кафедрою аналітичної хімії ОНАХТ, з 2015 року — професор кафедри харчової хімії та експертизи ОНАХТ.
1985 року обрана депутатом  Верховної Ради Української РСР 11-го скликання (1985—1990) від Київського виборчого округу №427 міста Одеси. На час скликання —секретар комісії по науці і техніці. 

## Наукова діяльність
Наукові інтереси: аналітична, координаційна хімія та спектроскопія рідкісноземельних елементів, спектрофотометричні та люмінесцентні методи аналізу, розробка високочутливих люмінесцентних методів визначення окремих рідкісноземельних елементів та використання комплексів лантанідів в біомедичному аналізі. Використання люмінесцентних лантанідних сенсорних систем в контролі якості та експертизі харчових продуктів.
Підготувала 7 кандидатів хімічних наук за спеціальністю 02.00.02. Авторка понад 400 наукових праць, з них 4 монографії, близько 200 статей у наукових виданнях і понад 60 авторських свідоцтв СССР та патентів України. Станом на 2024 рік Індекс Гірша у науковометричних базах Web of Science і Scopus — 10.

## Педагогічна діяльність
В Одеському національному технологічному університеті викладає наступні дисципліни: 
- «Аналітична хімія» для бакалаврів спеціальності “Харчові технології”;
- «Інструментальні методи наукових досліджень» для магістрів спеціальності “Харчові технології”
- «Технологічна експертиза та безпека харчової продукції»; «Методи контролю якості харчових продуктів»для бакалаврів спеціальності  “Харчові технології”
- «Хімічні та біологічні сенсори» для бакалаврів спеціальності “Харчові технології”

## Родина
Чоловік:
- Бельтюков Євген Опанасович — доктор економічних наук, професор Одеського національного політехнічного університету[7].

## Основні праці
- Н.С.Полуэктов, В.Т.Мищенко, Л.И.Кононенко, С.В.Бельтюкова. Аналитическая химия стронция . М., Наука, 1978, 224 с.
- Н.С.Полуэктов, Л.И.Кононенко, Н.П. Ефрюшина, С.В.Бельтюкова.  Спектрофотометрические и люминесцентные методы определения лантанидов. Киев, Наукова думка, 1989, 254 с.
- S. Beltyukova, N. Nazarenko, S. Tsygankova. Sorption of yttrium hydroxyguinolinates by polyurethane foam and its use in rocks analysis. Analyst, 1995, v. 120, №6, P. 1693-1698.
- S. Beltyukova, G. Balamtsarashvili. Luminescence determination of europium microquantitaties after its preconcentration of  polyurethane foam. Talanta, 1995, v. 42, P. 1833-1838.
- S. Beltyukova, A.V. Egorova. Sensitization of europium luminescence in complexes with thiaprophenic acid. J. Fluorescence.-1999.-V.9.-№1.-P. 245-249.
- S. Beltyukova, A. Egorova, E. Tselic, O. Teslyuk. Luminescence properties of europium in sorbates of the complexes with naphthoinic acid on zeolite. Acta Phys. Polonica.-1999.-V.95, №6. – P.977-982.
- S. Meshkova, Z. Topilova, D. Bolshoy, S. Beltyukova. Quantum efficiency of the luminescence of ytterbium (III) ß-diketonates. Acta Physica Polonica A 95 (6), 983-990